# Blephilia ciliata
Blephilia ciliata är en kransblommig växtart som först beskrevs av Carl von Linné, och fick sitt nu gällande namn av George Bentham. Blephilia ciliata ingår i släktet Blephilia och familjen kransblommiga växter. Inga underarter finns listade i Catalogue of Life.